# Amphiglossus praeornatus
Amphiglossus praeornatus är en ödleart som beskrevs av  Angel 1938. Amphiglossus praeornatus ingår i släktet Amphiglossus och familjen skinkar. Inga underarter finns listade i Catalogue of Life.